# Le fils du garde-chasse
Le fils du garde-chasse er en fransk stumfilm fra 1906 af Alice Guy-Blaché.